# Дьяволик (комикс)
Дьяволик (итал. Diabolik) — итальянская серия комиксов, созданная сёстрами Анджелой и Лучаной Джуссани (Angela e Luciana Giussani).
Одна из самых популярных и продолжительных серий в истории итальянских комиксов, Diabolik впервые вышел в 1962 году. На сегодняшний день серия насчитывает более 900 выпусков и считается основоположником поджанра fumetti neri — «чёрных комиксов», отличающихся мрачной атмосферой и антигероями в главной роли. Название серии происходит от имени её главного героя — преступника и антигероя Дьяволика, вдохновлённого персонажами итальянской и зарубежной бульварной литературы.
Комиксы выпускаются ежемесячно в чёрно-белом формате, в виде карманных томов небольшого размера.
Diabolik разошёлся тиражом свыше 150 миллионов экземпляров по всему миру, став одним из самых известных и продаваемых европейских комиксов. Популярность серии привела к созданию различных адаптаций и ответвлений: радиопередач, анимационного телесериала, видеоигр, романов и многочисленных пародий.
По мотивам комиксов были сняты несколько художественных фильмов: «Дьяволик» режиссёра Марио Бавы, а также кинотрилогия XXI века, включающая фильмы Дьяволик (2021), Дьяволик 2: Гинко атакует! (2022) и «Дьяволик: кто ты?» (2023).

## Создание
Идея персонажа возникла у Анджелы Джуссани, наблюдавшей за потоком пассажиров на вокзале Милано Кадорна. Она решила создать комикс в удобном для чтения в пути формате. Изучив вкусы читателей, Джуссани пришла к выводу, что многие предпочитают детективные романы. По другой версии, идея Diabolik появилась у неё после того, как она нашла в поезде забытый экземпляр книги о Фантомасе. Так был придуман оригинальный формат «карманной книги» (12 × 17 см), ставший визитной карточкой серии и получивший широкое распространение в аналогичных изданиях.

## Сюжет
Действие происходит в вымышленном европейском городе Клервилле (Clerville), напоминающем по архитектуре и духу Женеву. Главный герой, Дьяволик, изначально изображался как жестокий и безжалостный преступник, готовый на убийство ради достижения цели. Со временем его образ претерпел изменения: он стал придерживаться собственного кодекса чести, проявлять благодарность, уважение и стремление к справедливости. Дьяволик начинает охотиться преимущественно на других преступников, при этом оставаясь вне закона.
Его постоянная спутница — Ева Кант (Eva Kant), его возлюбленная и полноправная соратница, впервые появившаяся в третьем выпуске серии. Вместе они совершают дерзкие преступления, уходя от правосудия, представленным главным противником Дьяволика — инспектором Гинко (Ginko), неподкупным и настойчивым следователем.
Дьяволик использует маски с точным сходством с лицами других людей, что позволяет ему менять внешность и обманывать противников. Он обладает обширными знаниями в области химии, механики и информационных технологий. В качестве оружия предпочитает метательные ножи и дротики с усыпляющим действием. Его фирменный транспорт — чёрный Jaguar E-type 1961 года. Ева обычно водит белый Jaguar и не носит маскировочную одежду, в отличие от Дьяволика, предпочитающего чёрный облегающий костюм, оставляющий открытыми только глаза и брови.
Прошлое героя окутано тайной. Воспитывался он на секретном острове, где находилась база преступного синдиката. Там он обучился различным криминальным навыкам и впоследствии убил главу организации. Истинное имя Дьяволика остаётся неизвестным даже ему самому; псевдоним он взял в честь чёрной пантеры, которую убил лидер синдиката.

## Персонажи

### Главные
- Дьяволик — легендарный преступник, следящий за собственным кодексом чести. Обладает острым умом, выдающимися криминальными навыками и мастерски маскируется. Один из самых узнаваемых антигероев европейских комиксов.
- Ева Кант — возлюбленная и напарница Диаболика, искусная и решительная преступница. Первоначально была его противницей, затем стала любовницей, а позднее — равноправным партнёром в преступной деятельности.
- Инспектор Гинко — целеустремлённый и неподкупный полицейский детектив из Клервиля, неоднократно пытавшийся арестовать Дьяволика, но каждый раз оказывающийся обманутым.

### Второстепенные
- Алтеа — аристократка, возлюбленная инспектора Гинко.
- Кинг — глава мощной преступной организации, ставший приёмным отцом Дьяволика и обучивший его основам преступного ремесла. Позднее предал героя и попытался его убить, но был убит самим Дьяволиком.
- Элизабет «Тина» Гэй — медсестра, первая любовь Дьяволика. Обнаружив его истинную личность, выдала его полиции. Позднее он довёл её до безумия, и она оказалась в психиатрической клинике.
- Доктор Альберто Флориани — известный нейропсихиатр, лечивший Тину Гэй в клинике и впоследствии женившийся на ней. Дьяволик, под видом Флориани, посещал Тину, усиливая её психологическое расстройство.
- Беттина — девочка, с которой Дьяволик и Ева установили тесную связь, в результате чего она стала им почти как дочь.
- Густаво Гариан — сын состоятельной семьи, пострадавшей от действий Дьяволика. Несколько раз пытался отомстить ему.

## Клервиль
Большинство событий комиксов происходит в вымышленном городе Клервиль (Clerville), расположенном в государстве с тем же названием. В ранних выпусках действия происходили в Марселе, но авторы отказались от реальных городов, чтобы избежать необходимости постоянной документальной точности.
Клервиль явно находится в Европе: в 2002 году в государстве была введена валюта евро (до этого использовалась неназванная валюта, эквивалентная итальянской лире). Помимо столицы, в стране находится и другой важный город — Генф (Ghenf), названный по аналогии с немецким названием Женевы (Genf). Генф расположен на морском побережье, в то время как Клервиль находится в глубине страны и пересекается рекой.

## Снаряжение
Диаболик широко использует технические средства и особое оборудование при совершении ограблений, прослушке и ведении разведки.

### Костюм
Фирменным элементом образа Диаболика является чёрный облегающий костюм, полностью скрывающий тело, за исключением глаз и бровей. Костюм защищает от огня и холода, может использоваться в качестве гидрокостюма, но не обеспечивает защиту от огнестрельного оружия или ножей. Внутри костюма спрятаны различные приспособления и оружие. На ногах — лёгкие чёрные кроссовки, удобные для бегства.

### Наркотические вещества
Диаболик и Ева используют ряд препаратов для достижения своих целей:
- Пентотал — применяется как «сыворотка правды»;
- Скополамин — вызывает амнезию;
- Снотворные и седативные препараты — используются для временного обезвреживания противников;
- Цианид — применяется в крайних случаях, для быстрого устранения целей.

### Оружие и гаджеты
Диаболик предпочитает скрытность и редко использует огнестрельное оружие. Основное вооружение:
- метательные ножи;
- газ усыпляющего действия;
- дротики с различными веществами.

Также он использует радиоуправляемые устройства для создания помех полиции (например, изменение сигналов светофора, окраска полицейских машин с помощью распылителей, манипуляции с пандусами на железной дороге и др.). В одном из эпизодов он встроил в машину Гинко устройство, активирующее подушку безопасности во время погони.
Автомобиль Дьяволика, Jaguar E-type, оборудован скрытым арсеналом, включая миниган и тепловые ракеты. Для связи с Евой он использует радиопередатчик, встроенный в наручные часы. Также применяются миниатюрные камеры и устройства для прослушки.

### Маски
Один из самых узнаваемых приёмов Диаболика — использование реалистичных масок, изготовленных из специального пластика, позволяющих полностью имитировать внешность другого человека. Он регулярно применяет их при ограблениях, а также для создания ложных личностей. Ева Кант также иногда использует маски в совместных операциях. Порой маски используются не в преступных целях, а лишь для того, чтобы остаться неузнанными в общественных местах.

## Адаптации

### Кино
- «Дьяволик» (ит. Diabolik, 1968) — полнометражная экранизация комиксов о Дьяволике, снятая итальянским режиссёром Марио Бавой. Продюсером выступил Дино Де Лаурентис. В главных ролях: Джон Филип Лоу (Дьяволик), Мариза Мелл (Ева Кант) и Мишель Пикколи (инспектор Гинко). Первоначально фильм получил в целом негативные отзывы (в частности, от The New York Times и Variety), однако впоследствии был переоценён и стал культовым. Отмечены выразительный визуальный стиль, музыка Эннио Морриконе и попытка перенести эстетику комикса на экран с помощью выразительной мизансцены. Фильм также интерпретируют как отражение культурных и социальных потрясений 1960-х годов. В 2008 году включён журналом Empire в список «500 величайших фильмов всех времён».
- «Дьяволик — это я» (Diabolik sono io, 2019) — докудрама режиссёра Джанкарло Солди о создании комикса и первом иллюстраторе серии Анджело Зарконе. Фильм содержит редкие архивные материалы и рассматривает загадку исчезновения Зарконе, который пропал сразу после завершения иллюстраций к первому выпуску, не оставив никаких контактных данных.
- Трилогия режиссёров братьев Манетти (Manetti Bros.):
  - «Дьяволик» (2021) — новая адаптация, премьера которой изначально была запланирована на 31 декабря 2020 года, но отложена до 16 декабря 2021 года из-за пандемии COVID-19. В главных ролях: Лука Маринелли (Дьяволик), Мириам Леоне (Ева Кант), Валерио Мастандреа (Гинко), а также Серена Росси, Алессандро Роя и Клаудия Джерини.
  - «Дьяволик 2: Гинко атакует!» (Diabolik - Ginko all’attacco!, 2022) — второй фильм, вышедший 17 ноября 2022 года. Роль Дьяволика исполнил Джакомо Джанниотти вместо Луки Маринелли.
  - «Дьяволик: Кто ты?» (Diabolik - Chi sei?, 2023) — третья часть трилогии, премьера состоялась 30 ноября 2023 года.

### Анимация
- Дьяволик — анимационный телесериал, созданный студиями Ashi Productions, Saban Entertainment и Saban International Paris. Премьера состоялась 5 мая 1999 года на телеканале Fox Kids в Европе и Латинской Америке. Сериал насчитывает 40 эпизодов и завершился 1 января 2001 года. Сюжет рассказывает о борьбе Дьяволика и Евы с преступной организацией «Братство» и её лидером Дэйном, а также об их противостоянии инспектору Гинко. Режиссёр — Жан-Люк Айяш; сценаристы — Пол Даймонд и Ларри Броди[4][5].  После приобретения Fox Kids Worldwide в 2001 году, права на сериал перешли к корпорации The Walt Disney Company. Все права на анимационную адаптацию (включая сюжет, персонажей, мерчандайзинг и бренд Track of the Panther) принадлежат BVS Entertainment, в то время как оригинальный комикс, его персонажи и франшиза остаются в собственности издательства Astorina S.r.l.. Несмотря на участие США в производстве, сериал в этой стране не транслировался[6][7][8].

### Телевидение (игровой формат)
- В 2012 году телеканал Sky TV совместно с Sky France и Sky Italia объявил о разработке игрового телесериала по мотивам «Дьяволика». Был выпущен тизер, однако к 2015 году проект так и не был реализован, и дальнейшая информация о нём не публиковалась.

### Видеоигры
- В 1993 году итальянская студия Simulmondo выпустила серию из 12 игр о Дьяволике для платформ Commodore 64 и Amiga. Игры были выпущены исключительно на итальянском языке и распространялись преимущественно на внутреннем рынке[9].
- Diabolik: The Original Sin (2009) — приключенческая видеоигра, разработанная студией Artematica и изданная Black Bean Games. Игра вышла на платформах Wii, PlayStation Portable, Microsoft Windows, Nintendo DS и PlayStation 2.

## Влияние
Популярность Diabolik породила целую волну персонажей, напрямую или косвенно вдохновлённых этим образом. Отличительной чертой многих из них стало использование «криминализирующей K» в имени. Некоторые из этих персонажей были сатирой на оригинал.
- Криминал (комикс)[итал.] и Сатаник[итал.]— персонажи, созданные в 1960-х сценаристом Максом Банкером (Max Bunker) и художником Магнусом (Magnus). Kriminal представляет собой мрачного антигероя, а Satanik — его женская и более «хоррорная» версия. Оба комикса отличались более реалистичным стилем повествования и откровенной эротичностью.
- Килинг (комикс)[итал.] — итальянский комикс о маньяке в маске черепа, часто рассматривается как пародия и одновременно эксплуатирующая вариация на тему Diabolik.
- Паперник (комикс)[итал.] — супергеройское альтер эго Дональда Дака, созданное Элизой Пенна, Гвидо Мартиной и Джованни Баттиста Карпи в 1969 году. Изначально задумывался как пародийный антигерой в духе Fantomas и Diabolik, но со временем стал настоящим борцом с преступностью.
- Каттивик[итал.]— комический персонаж, пародирующий Diabolik. Создан Франко Бонвичини в 1967 году. Имя происходит от итальянского слова cattivo (плохой, злой) и обыгрывает diabolico (дьявольский).
- Музыкант Майк Паттон, создавая свою авангардную метал-группу, выбирал между названиями Fantômas и Diabolik, но в итоге остановился на первом.
- Видеоклип группы Beastie Boys на песню Body Movin’ является прямой пародией на фильм Дьяволик и включает в себя кадры из оригинального фильма[10].
- Гонщик под псевдонимом Diabolik, выступающий в серии Superstars Series. Он никогда не снимает балаклаву, что усиливает его образ таинственного гонщика.

### В реальной жизни
Итальянские СМИ часто называли Маттео Мессина Денаро, одного из лидеров сицилийской мафии и предполагаемого преемника на посту capo di tutti capi, прозвищем «Диаболик», по аналогии с персонажем комикса, из-за его скрытности, умения избегать поимки и двойной жизни.